# Calamaria lautensis
Calamaria lautensis es una especie de serpientes de la familia Colubridae.

## Distribución geográfica
Es endémica de las islas Kokos, al noroeste de Simeulue (Indonesia).

## Estado de conservación
Se encuentra amenazada por la pérdida de su hábitat natural.